# Montesa Comando
La Montesa Comando fou un model de motocicleta de turisme fabricat per Montesa entre 1959 i 1963. Les seves característiques generals eren aquestes: motor de dos temps monocilíndric refrigerat per aire (inicialment, de 125 i més tard, de 142,5 cc), bastidor de simple bressol, frens de tambor i amortidors de forquilla convencional davant i telescòpics darrere. Juntament amb la 150, es tractava d'un model comercialitzat, sobretot, per tal de donar idea de continuïtat en uns moments en què la marxa del cofundador Francesc Xavier Bultó, qui havia abandonat Montesa el 1958 per a fundar Bultaco, havia deixat l'empresa força tocada. En aquells moments, mentre Leopoldo Milà treballava quasi en exclusiva en el disseny d'una nova motocicleta innovadora, la futura Impala, Montesa decidí sortir del pas amb un model econòmic (era la Montesa més barata del catàleg), quasi espartà, amb només allò estrictament essencial. De fet, les Comando es muntaven amb els romanents de peces de models anteriors, per tal d'acabar els estocs de fàbrica.
El 1963, abandonada ja la gamma Comando, Montesa va fer servir aquesta denominació per a una versió econòmica de la Impala, a la qual anomenà Impala Comando (model 6M), versió que es renovà el 1970 amb el nom de Comando 70 (model 9M).

## Versions

### Llista de versions produïdes
| Versió                    | Id. Model                 | Anys                      | Núm. Sèrie                | Unitats | Característiques   |
| ------------------------- | ------------------------- | ------------------------- | ------------------------- | ------- | ------------------ |
| Comando                   | -                         | 1959 - 1960               | MM110001-111425           | 1.425   | Motor de 125 cc    |
| Comando 150               | -                         | 1961 - 1963               | MM111426-113392           | 1.966   | Motor de 142 cc    |
| Comando 150 A             | -                         | 1961 - 1963               | MM113393-116850           | 3.458   | Cilindre d'alumini |
| Total d'unitats produïdes | Total d'unitats produïdes | Total d'unitats produïdes | Total d'unitats produïdes | 6.849   |                    |

### Comando
Fitxa tècnica
| Montesa Comando | Montesa Comando          |
| --- | ------------------------ |
| Id. Model | -                        |
| Núm. Sèrie | MM110001-111425          |
| Anys | 1959 - 1960              |
| CC | 124,98                   |
| Diàmetre x Carrera | 51,5 x 60 mm             |
| Compressió | ?                        |
| CV | 6,5 a 5.400 rpm          |
| Carburador | Irz AE18 18 mm           |
| Canvi | 3 velocitats             |
| Suspensió davant | Forquilla telehidràulica |
| Suspensió darrera | Telescòpica              |
| Pneumàtic davant | 2,75 x 19                |
| Pneumàtic darrera | 2,75 x 19                |
| Frens davant | Tambor 125 mm            |
| Frens darrera | Tambor 125 mm            |
| Pes en sec | ?                        |
| Capacitat dipòsit | ?                        |
| Característiques | Motor de 125 cc          |
| \| • Altres \| \| --------------------------------------------------- \| \| - Encesa: FEMSA VAR32.1 - Velocitat màxima: 85 km/h \| |                          |
| • Altres |                          |
| - Encesa: FEMSA VAR32.1 - Velocitat màxima: 85 km/h                                                                                |                          |

### Comando 150
La Comando 150 fou l'última Montesa a fer servir els ja desfasats bastidors de les Brío 80 i frens de 125 mm de diàmetre.
Fitxa tècnica
| Montesa Comando 150 | Montesa Comando 150                        |
| --- | ------------------------------------------ |
| Id. Model | -                                          |
| Núm. Sèrie | MM111426-113392                            |
| Anys | 1961 - 1963                                |
| CC | 142,5                                      |
| Diàmetre x Carrera | 55 x 60 mm                                 |
| Compressió | 6,25:1                                     |
| CV | 8 a 4.800 rpm                              |
| Carburador | Irz 18AEB 18 mm                            |
| Canvi | 3 velocitats                               |
| Suspensió davant | Forquilla telehidràulica                   |
| Suspensió darrera | Telescòpica amb amortidors de doble efecte |
| Pneumàtic davant | 2,75 x 19                                  |
| Pneumàtic darrera | 2,75 x 19                                  |
| Frens davant | Tambor 125 mm                              |
| Frens darrera | Tambor 125 mm                              |
| Pes en sec | ?                                          |
| Capacitat dipòsit | ?                                          |
| Característiques | Motor de 142 cc                            |
| \| • Altres \| \| --------------------------------------------------- \| \| - Encesa: FEMSA VAR34.1 - Velocitat màxima: 80 km/h \| |                                            |
| • Altres |                                            |
| - Encesa: FEMSA VAR34.1 - Velocitat màxima: 80 km/h                                                                                |                                            |

### Comando 150 A
Fitxa tècnica
| Montesa Comando 150 A | Montesa Comando 150 A                      |
| --- | ------------------------------------------ |
| Id. Model | -                                          |
| Núm. Sèrie | MM113393-116850                            |
| Anys | 1961 - 1963                                |
| CC | 142,5                                      |
| Diàmetre x Carrera | 55 x 60 mm                                 |
| Compressió | 6,25:1                                     |
| CV | 8 a 4.800 rpm                              |
| Carburador | Amal 363 18 mm                             |
| Canvi | 3 velocitats                               |
| Suspensió davant | Forquilla telehidràulica                   |
| Suspensió darrera | Telescòpica amb amortidors de doble efecte |
| Pneumàtic davant | 2,75 x 19                                  |
| Pneumàtic darrera | 2,75 x 19                                  |
| Frens davant | Tambor 125 mm                              |
| Frens darrera | Tambor 125 mm                              |
| Pes en sec | ?                                          |
| Capacitat dipòsit | ?                                          |
| Característiques | Cilindre d'alumini                         |
| \| • Altres \| \| --------------------------------------------------- \| \| - Encesa: FEMSA VAR34.1 - Velocitat màxima: 90 km/h \| |                                            |
| • Altres |                                            |
| - Encesa: FEMSA VAR34.1 - Velocitat màxima: 90 km/h                                                                                |                                            |